# Douglas Ferrufino
Douglas Rodolfo Ferrufino Rojas (La Paz, 18 de diciembre de 1991) es un futbolista boliviano. Juega como defensa y su actual equipo es Gualberto Villarroel de la Asociación de Fútbol Oruro.

## Clubes
| Club                 | País    | Año         |
| -------------------- | ------- | ----------- |
| San José             | Bolivia | 2012 - 2014 |
| Nacional Potosí      | Bolivia | 2015        |
| San José             | Bolivia | 2015 - 2016 |
| Ciclón               | Bolivia | 2017        |
| Real Potosí          | Bolivia | 2018        |
| Aurora               | Bolivia | 2019        |
| Real Potosí          | Bolivia | 2019 - 2021 |
| SUR-CAR              | Bolivia | 2022        |
| Gualberto Villarroel | Bolivia | 2023        |